# Доктор Фаустус

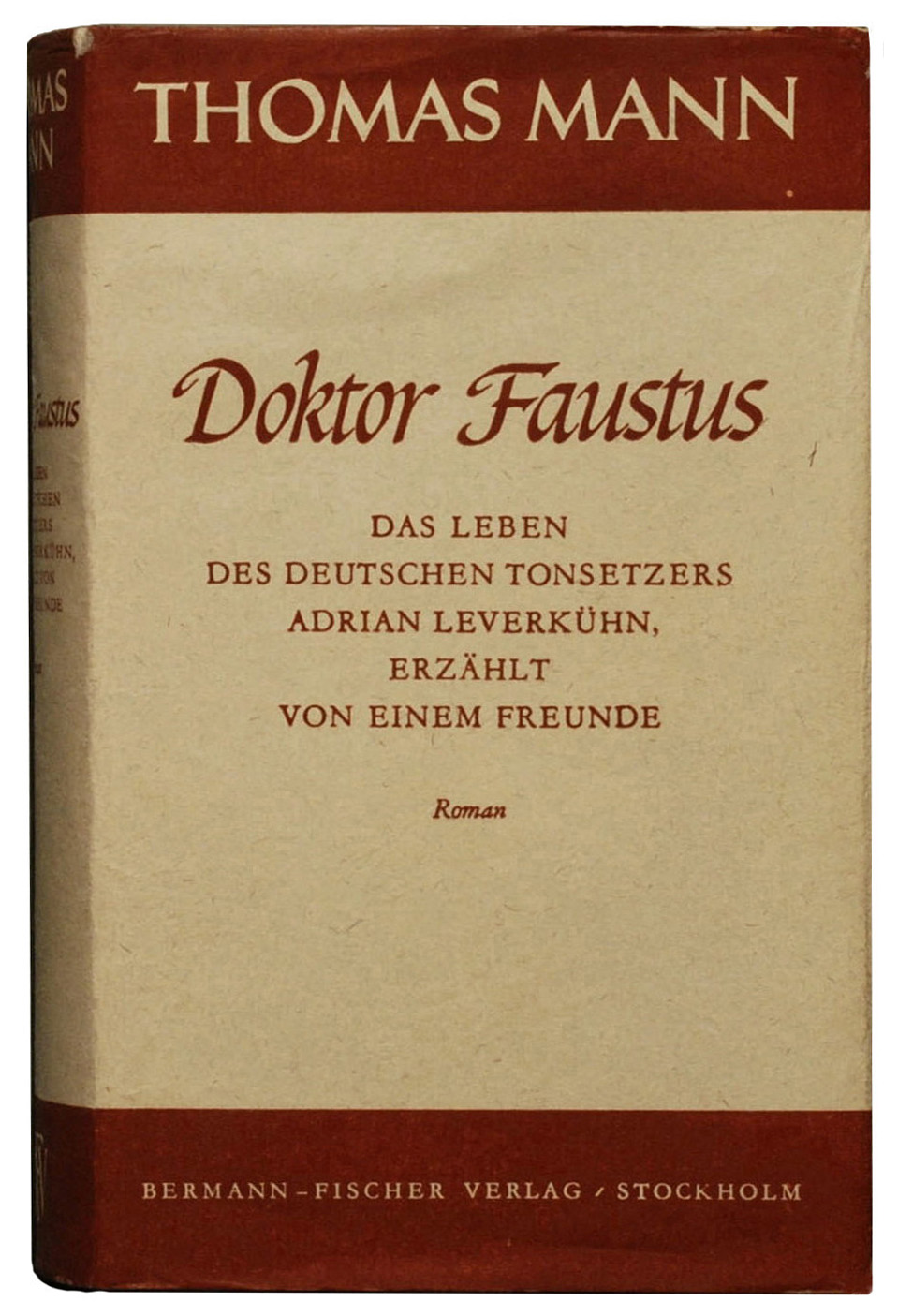

«Доктор Фаустус» — інтелектуальний, філософський, музичний роман німецького письменника Томаса Манна. У ньому присутні розлогі міркування про музику — музичні інструменти, композиторів, старовинну й сучасну техніку створення музичних творів. Манн розкриває перед читачем історію музики, природу творчості, проблему геніальності. Остання розглядається в романі двояко — те, що володіє Адріаном Леверкюном можна назвати й божевільною геніальністю, і геніальним божевіллям одночасно.
Роман «Доктор Фаустус» створювався Томасом Манном у непростий час. Перші сторінки твору були написані в 1943 році, коли вже всім, навіть німцям, стала очевидною істина про крах нової національної ідеї, звироднілої у нацизм. Опублікований в 1947-му році роман з'явився художнім запереченням того антилюдського ідеалу, який ставила перед собою Німеччина 30-40-х років.

## Зміст твору
Дія відбувається переважно в першій половині ХХ століття. Леверкюн — талановитий композитор. Він намагається побудувати своє життя відповідно до середньовічних легенд про Фауста, який продав себе Мефістофелю. Біографія вигаданого Адріана Леверкюна перегукується з біографіями багатьох видатних особистостей, що реально існували в ту чи іншу епоху.
Розповідь у романі ведеться від імені Серенуса Цейтблома, доктора філософії. Серенус повідомляє, що головний герой народився в 1883 році. Дитинство Леверкюна пройшло в батьківському маєтку недалеко від міста Кайзерсашерн. Адріан закінчив гімназію та університет, став викладачем класичних мов, однак головну роль у його житті з часом починає грати музика. Інтерес до музики в обдарованого юнака вперше проявився у віці 14 років. У цьому ж віці він починає брати приватні уроки. Про присутність у житті людини демонізму й магії Адріан дізнався в університеті. Саме в студентські роки в Леверкюні по-справжньому проявляється його непересічність. Молода людина різко відрізнявся від своїх однолітків.
Перша фізична близькість з жінкою зробила Адріана сифілітиком. Зі своєю першою жінкою композитор познайомився в борделі. Юнак зважується на близькість, попри те, що знає про хворобу дівчини. Адріан звертався до лікаря, однак лікар не довів курс лікування до кінця і помер. Юнак вирішив більше не лікуватися.
Поступово музика стає головним заняттям Леверкюна. Одного разу композитору з'явився диявол. Сатана повідомляє Адріану, що заразившись сифілісом, юнак уклав з ним угоду. Диявол обіцяє Адріану славу й значну роль в культурному житті нації. Через 24 роки композитор повинен буде повернутися до сатани, оскільки тепер належить тільки йому. Сатана забороняє Адріану любити.
Все, що передбачив диявол, збувається. Леверкюн дійсно стає відомим композитором, чиї твори викликають захват публіки. Однак він порушує накладену сатаною заборону. Композитор або закохується, або відчуває до кого-небудь симпатію і прихильність. Люди, до яких розташований Леверкюн, трагічно гинуть.
Останнім твором Адріана Леверкюна стає кантата, написання якої він закінчив до 1930 року. Перше виконання кантати на публіці композитор вирішив організувати у себе вдома. Коли запрошені друзі і знайомі збираються у Леверкюна, композитор виголошує промову. Він зізнається в тому, що своєю славою зобов'язаний сатані. Леверкюн вважає себе вбивцею. Порушуючи заборону диявола і відчуваючи прихильність до тієї чи іншої людини, композитор викликав тим самим загибель цієї людини. Гості настільки вражені почутим, що багато з них встає й іде.
Зробивши визнання, Леверкюн сідає грати свою кантату, але несподівано падає на підлогу і непритомніє. Прийшовши до тями, він починає проявляти ознаки божевілля. Кілька місяців його лікували в клініці. Потім Леверкюна забирає мати. Літня жінка доглядає за сином до кінця його днів. Через 5 років композитора відвідує Цейтблом. Але Леверкюн не впізнав друга. Ще через 5 років Леверкюн помер.

## Роль війни у творі
Тема кохання в романі відображає розпад культури Німеччини, яка поступово скачується в безодню нацизму. Племінник Адріана Леверкюн — п'ятирічний Непомук Шнейдевейн являє собою символічний образ старої, вмираючої Німеччини — гарної й чистої серцем. Сам композитор стає символічним виразом Німеччини справжньої — гордої, без любові до будь-кого, таку, що ставить власну деструктивну геніальність понад усе. Неспроможність внутрішнього індивідуалізму й зовнішнього відчуження доводиться божевіллям Адріана Леверкюн і крахом нацистських ідей Гітлера. Смерть композитора і знищення Німеччини як культурної країни ставлять фінальні точки в двох часових пластах оповідання — 1940-му і 1945-му, відповідно.
Зародження фашизму в Німеччині Серенус Цейтблом пов'язує з одвічним прагненням німецької нації заявити про себе. Вже Перша світова війна була сприйнята німцями як «звільнення від світового застою». Друга Світова стала новою спробою висунутися на політичній арені. Інтелігенція негативно поставилася до нацистських ідей, але спробувала побачити в них реальний шанс для відродження країни. Серенус Цейтблом, який бере участь у дискусіях гуртка Сикста Крідвіса, сторониться співчутливих розмов про нову політику німецьких властей, але безпосередньо свого неприйняття також не висловлює.

## Характеристика головного героя
Геніальний композитор Адріан Леверкюн — вигаданий герой. У його художньому образі набагато більше від гетівського Фауста, ніж від будь-кого історичних музикантів. Присутня в симфоніях «доктора Фаустуса» дисгармонія до кінця життя перетворюється на справжній «Плач», що є антиподом дев'ятої симфонії Бетховена і вираженням внутрішнього розпаду особистості композитора.
Домінантна риса характеру головного героя — гордість — є основою як його божевільної геніальності, так і його духовного падіння. Неймовірний індивідуалізм, властивий Адріану Леверкюну, робить його недоступним для простих людських почуттів, позбавляючи на початку любові жінки, потім — друга і, в кінці життя, — названого сина, племінника Непомука. Свої невдачі Адріан пояснює угодою з дияволом, яка відбулася в силу початкової зіпсованості його душі.

## Переклади українською
- Томас Манн. Доктор Фаустус // Пер. з нім. Євгена Поповича. — К.: Дніпро, 1990. — 574 с.
- Томас Манн. Доктор Фаустус. // Пер. з нім. Євгена Поповича. Бібліотека світової літератури. — Харків: Фоліо 2011, 575 ст.
- Томас Манн. Доктор Фаустус. // Пер. з нім. Євгена Поповича. — Київ: Видавництво Жупанського 2025. (анонс видавництва, перевидання)